# Jane Rogers
Jane Rogers (Londra, 21 luglio 1952) è una scrittrice e editrice britannica, autrice dei best seller Mr. Wroe's Virgins e The Voyage Home, vincitrice dell'edizione 1985 del Somerset Maugham Award e dell'edizione 2012 del Premio Arthur C. Clarke con il romanzo The Testament of Jessie Lamb, nonché membro dal 1994 della Royal Society of Literature.

## Opere
- Separate Tracks (1983)
- Her Living Image (1984)
- The Ice is Singing (1987)
- Mr. Wroe's Virgins (1991)
- Promised Lands (1995)
- Island (1999)
- The Voyage Home (2004)
- The Testament of Jessie Lamb (2011)
- Conrad and Eleanor (2016)